# 21412 Sinchanban
21412 Sinchanban è un asteroide della fascia principale. Scoperto nel 1998, presenta un'orbita caratterizzata da un semiasse maggiore pari a 2,1476289 UA e da un'eccentricità di 0,0384334, inclinata di 3,37967° rispetto all'eclittica.